# Thomas Lange
Thomas Lange (Eisleben, 27 februari 1964) is een Duits roeier. Lange kwam eerst uit voor Oost-Duitsland en won namens dat land twee wereldtitels in de skiff en twee wereldtitels in de dubbel-twee met Uwe Heppner en als grootste succes de olympische titel van 1988 in de skiff. Van 1991 kwam Lange uit voor Duitsland en hij won dat jaar gelijk de wereldtitel in de skiff. Op de Olympische Zomerspelen 1992 prolongeerde Lange zijn olympische titel. Lange sloot zijn carrière af met een bronzen medaille tijdens de Olympische Zomerspelen 1996.

## Resultaten
- Wereldkampioenschappen roeien 1983 in Duisburg  in de dubbel-twee
- Wereldkampioenschappen roeien 1985 in Hazewinkel  in de dubbel-twee
- Wereldkampioenschappen roeien 1987 in Kopenhagen  in de skiff
- Olympische Zomerspelen 1988 in Seoel  in de skiff
- Wereldkampioenschappen roeien 1989 in Bled  in de skiff
- Wereldkampioenschappen roeien 1990 in Barrington  in de skiff
- Wereldkampioenschappen roeien 1991 in Wenen  in de skiff
- Olympische Zomerspelen 1992 in Barcelona  in de skiff
- Wereldkampioenschappen roeien 1993 in Račice  in de skiff
- Wereldkampioenschappen roeien 1995 in Tampere 5e in de skiff
- Olympische Zomerspelen 1996 in Atlanta  in de skiff

1900: Hermann Barrelet ·
1904: Frank Greer ·
1908: Harry Blackstaffe ·
1912: William Kinnear ·
1920: John B. Kelly, Sr. ·
1924: Jack Beresford ·
1928: Henry Pearce ·
1932: Henry Pearce ·
1936: Gustav Schäfer ·
1948: Mervyn Wood ·
1952: Joeri Tjoekalov ·
1956: Vjatsjeslav Ivanov ·
1960: Vjatsjeslav Ivanov ·
1964: Vjatsjeslav Ivanov ·
1968: Jan Wienese ·
1972: Joeri Malysjev ·
1976: Pertti Karppinen ·
1980: Pertti Karppinen ·
1984: Pertti Karppinen ·
1988: Thomas Lange ·
1992: Thomas Lange ·
1996: Xeno Müller ·
2000: Robert Waddell ·
2004: Olaf Tufte ·
2008: Olaf Tufte ·
2012: Mahe Drysdale ·
2016: Mahe Drysdale ·
2020: Stefanos Douskos ·
2024: Oliver Zeidler